# Marwan Mabrouk
Marwan Mabrouk (Trípoli, 15 de dezembro de 1989) é um futebolista líbio que atua como defensor.

## Carreira
Marwan Mabrouk representou o elenco da Seleção Líbia de Futebol no Campeonato Africano das Nações de 2012.